# 机场快线 (俄罗斯)
机场快线（俄語：Аэроэкспресс，羅馬化：Aeroekspress）是一家俄罗斯的鐵路營運公司，负责运营从机场到市中心的铁路。其运营范围包括：莫斯科、喀山、索契和海参崴。其大部分线路为直达或仅停靠少量中途站点。机场快线公司总部位于莫斯科谢列梅捷沃国际机场。

## 历史

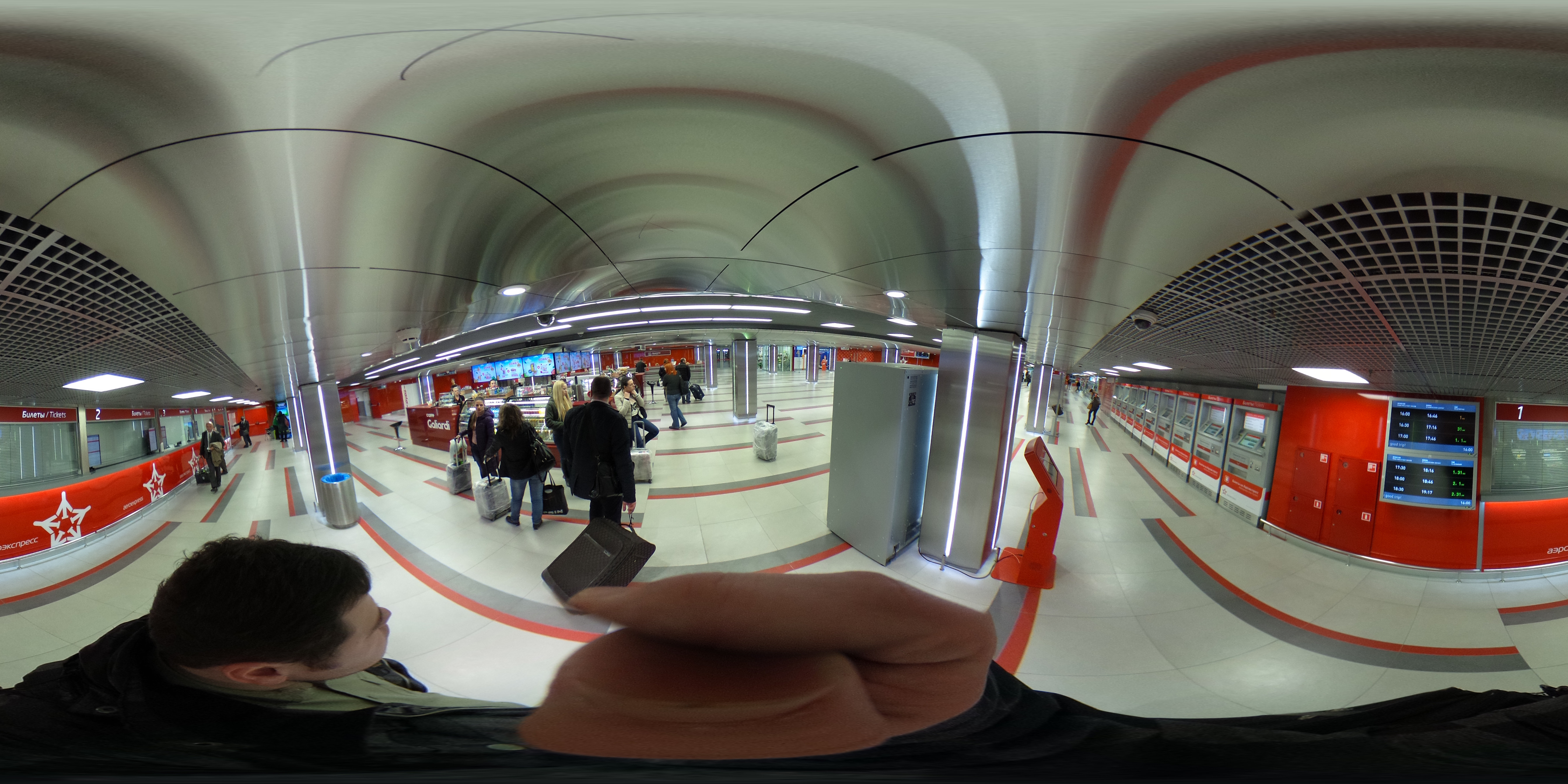
帕韋列茨铁路站

第一條连接莫斯科和多莫杰多沃机场的鐵路在2002年開通。2005年8月開通的莫斯科和伏努科沃机场之間的鐵路亦於2008年5月轉讓予Aeroexpress。2008年7月開始，该公司成为从薩維奧洛沃站和白俄罗斯站到謝利米特沃机场和洛布尼亞，从帕维列茨站到多莫杰多沃机场，和从基辅站多莫杰多沃机场的鐵路獨營者。
2012年2月，連接索契及其机场的鐵路開始运营。随后，海參威 和 喀山之機場鐵路也於同年7月底及翌年開通。然而，由於全部非莫斯科之綫路皆出現嚴重虧損，而且俄國經濟不景，所有相關綫路已於2015年轉售予其他公司。

## 列車型號
| 型號           | 列車數 | 每車卡數 | 线路                                     | 开始營運 |
| ED4MKM-AERO    | 7      | 8或10    | 白俄羅斯站 — 谢列梅捷沃                  | 2009年   |
| ED4M           | 4      | 10或11   | 帕韋列茨站 — 多莫杰多沃                  | 2007年   |
| ESh2 «Eurasia» | 11     | 4或6     | 帕韋列茨站 — 多莫杰多沃基輔站 — 伏努科沃 | 2017年   |

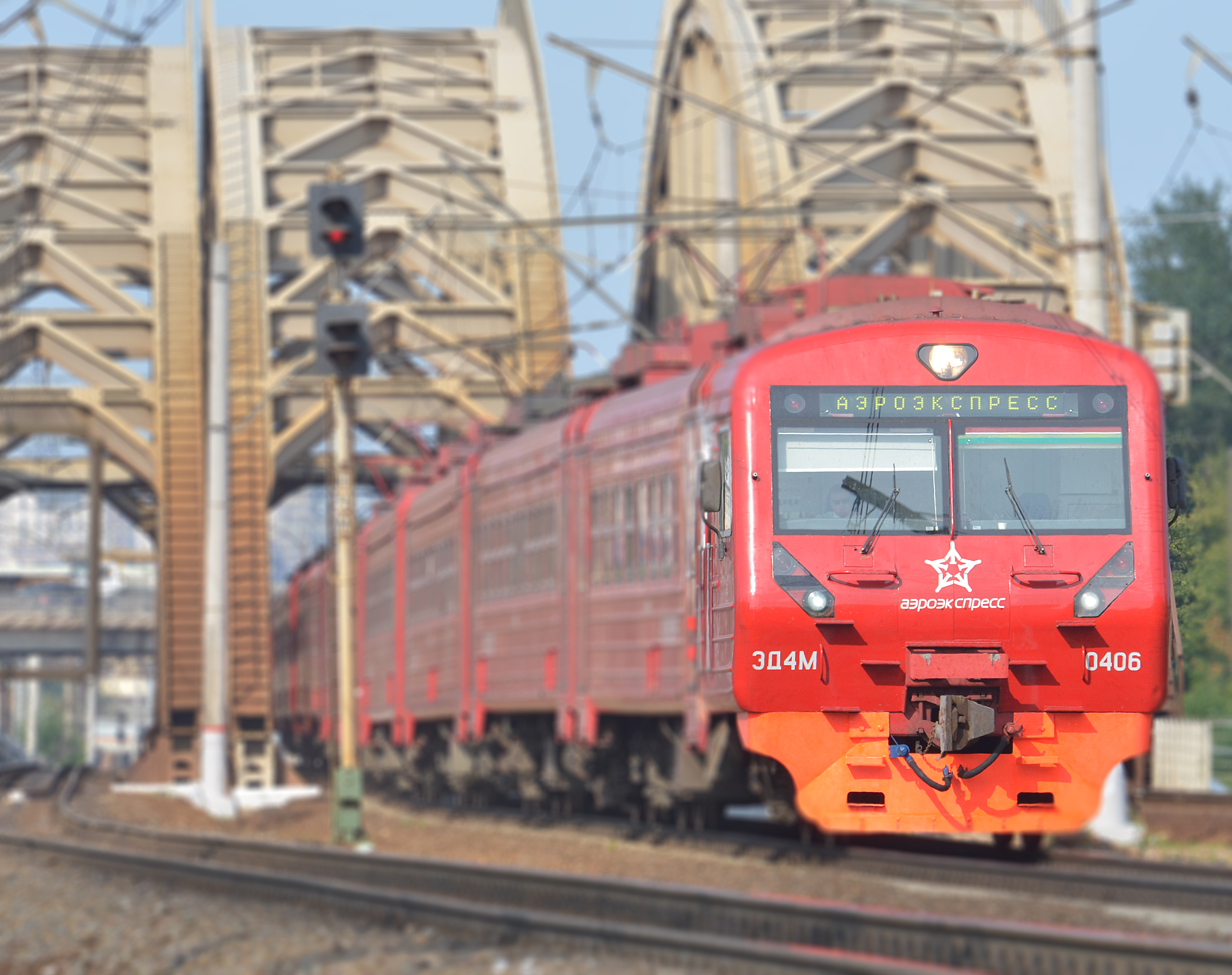
ED4M
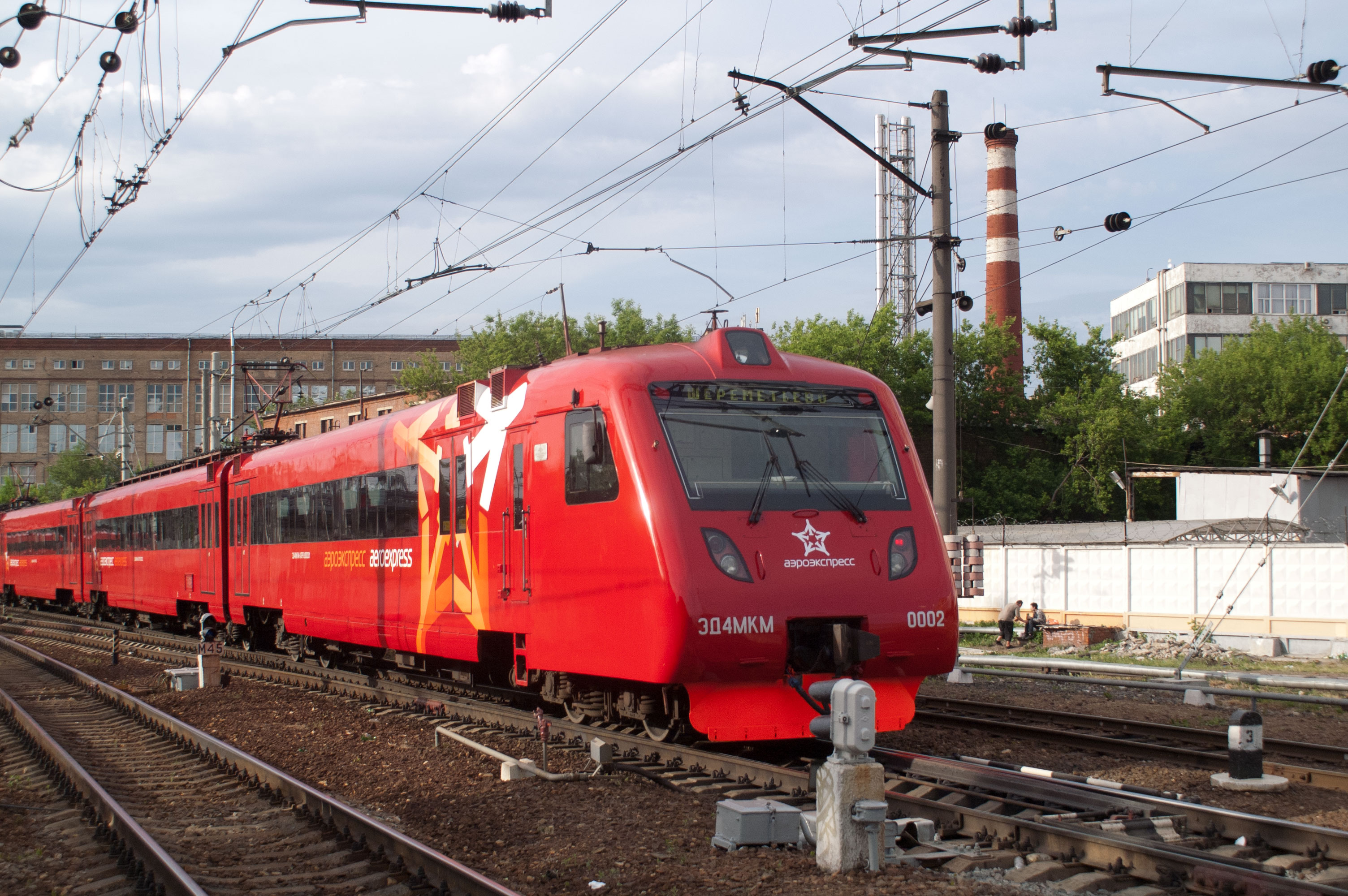
ED4MKM-AERO
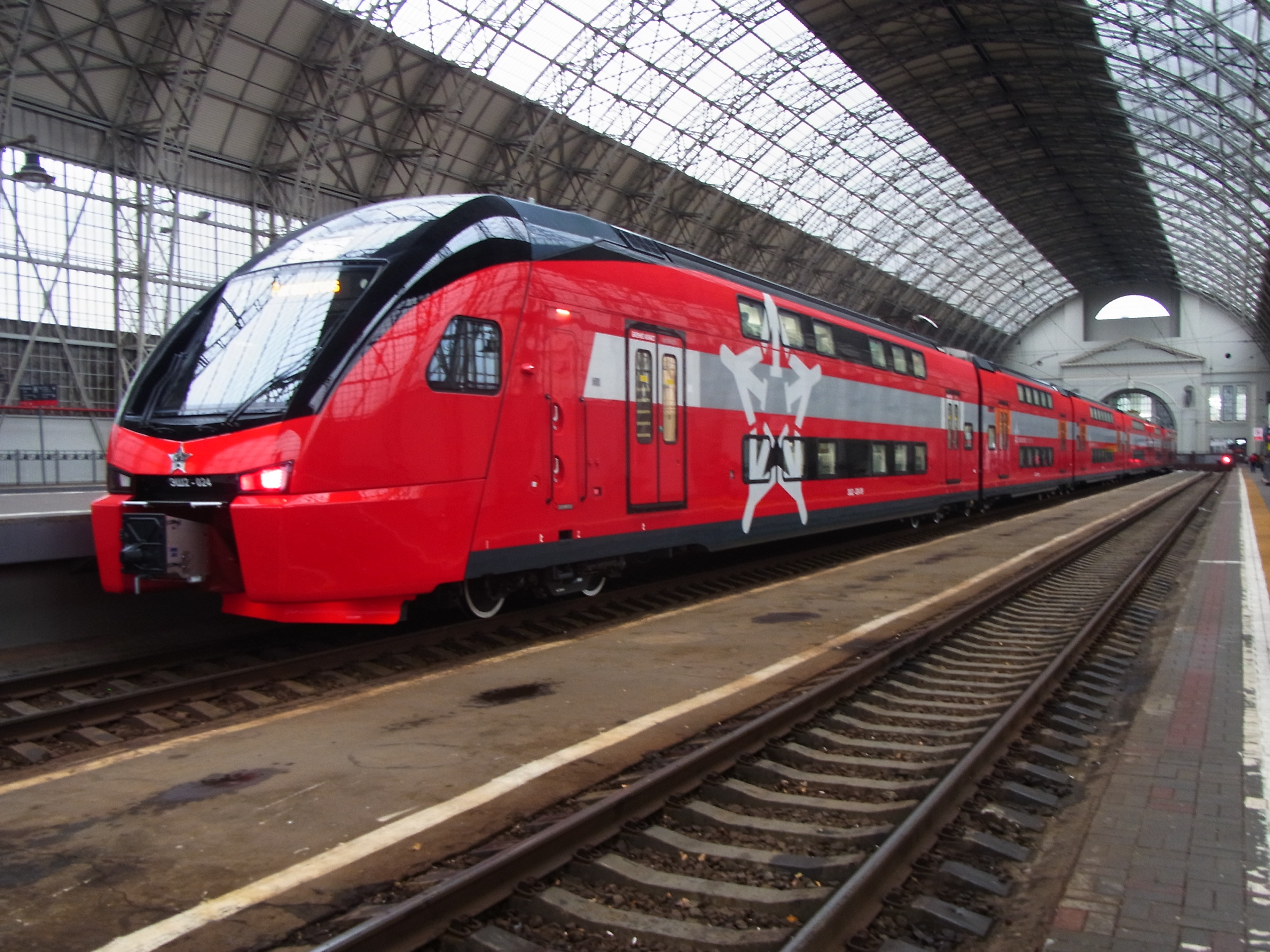
ESh2 «Eurasia»
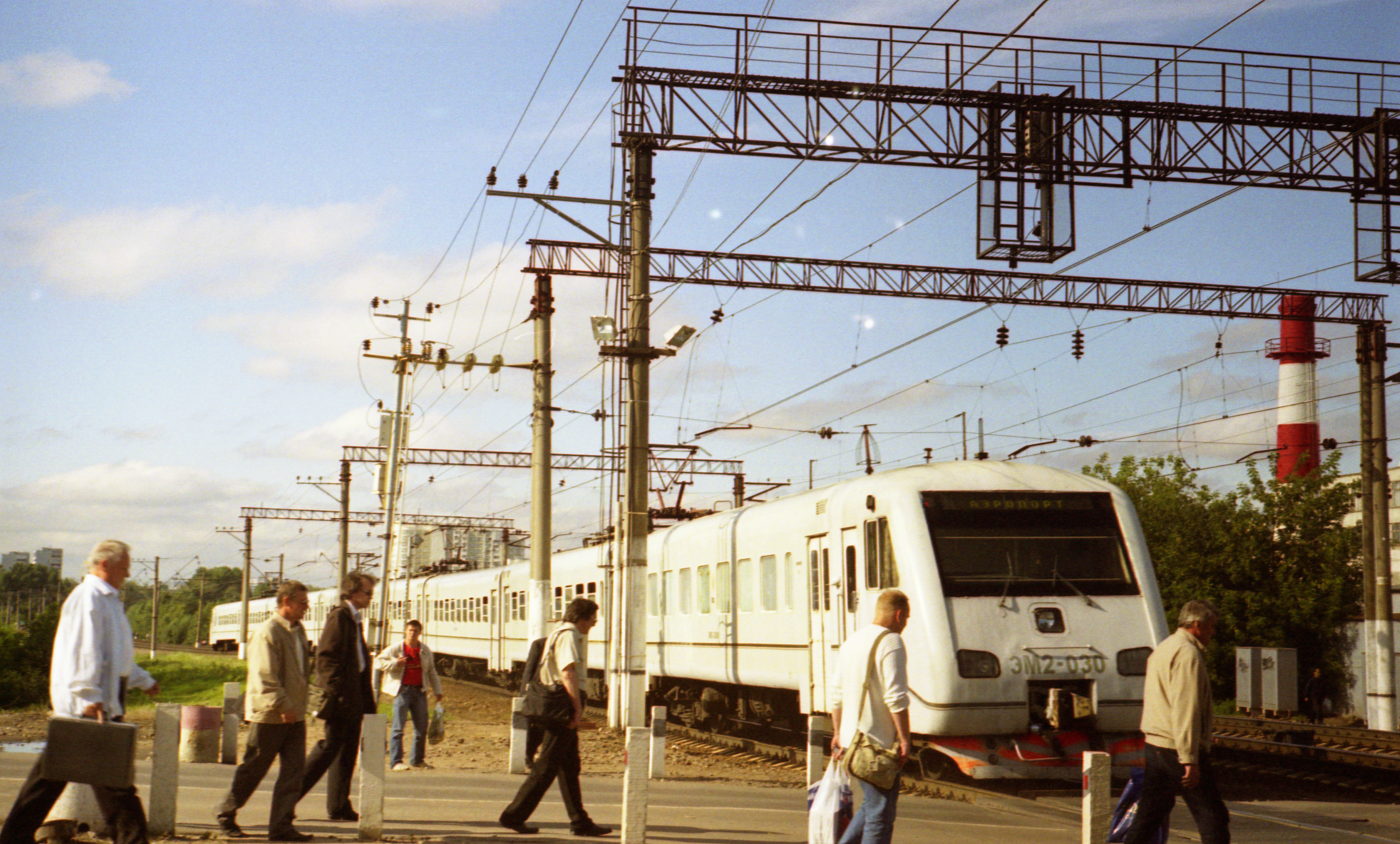
已退役之EM2抵達多莫杰多沃（2008年）
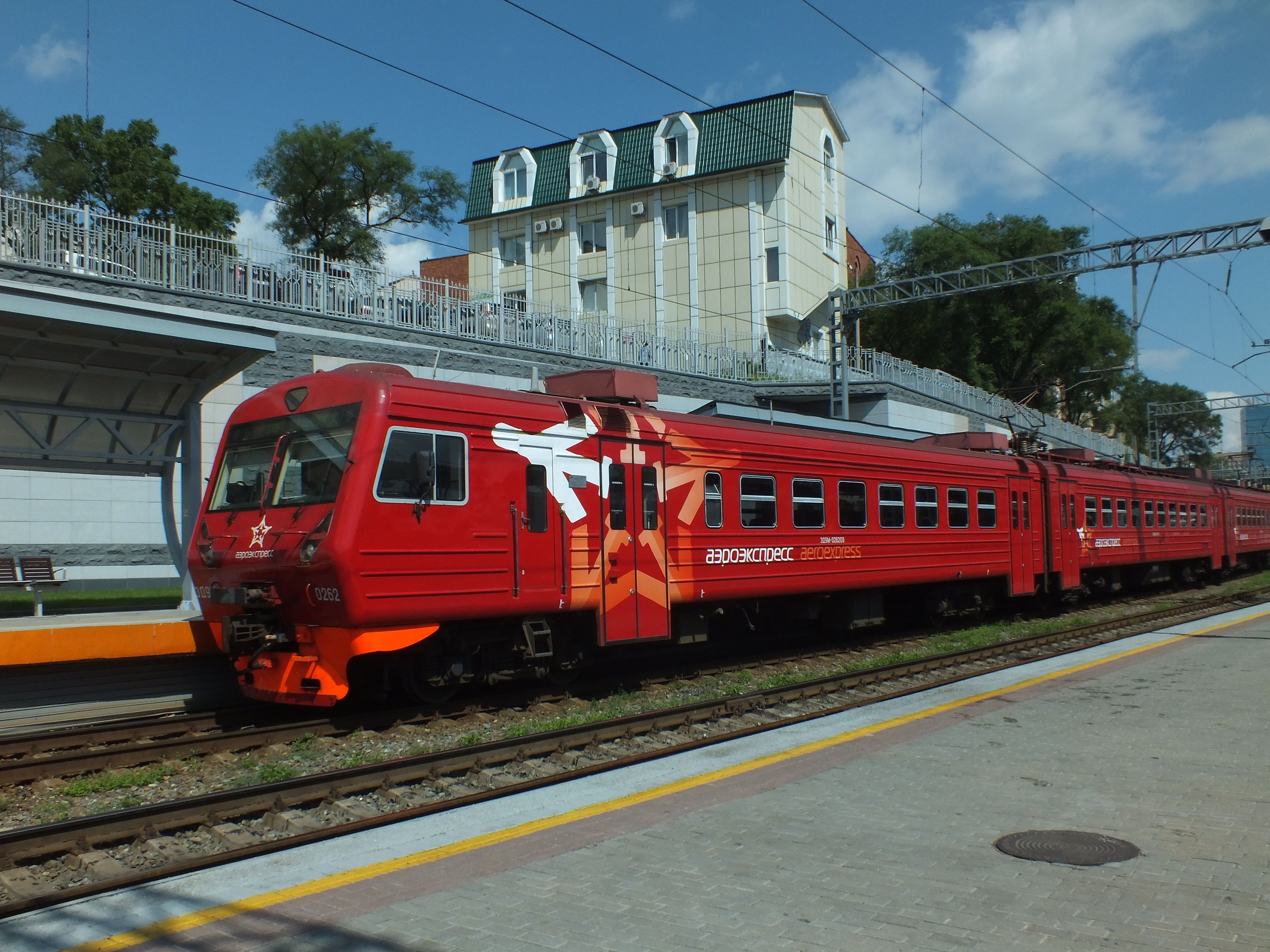
已退役之ED9M在海參崴運行（2015年）
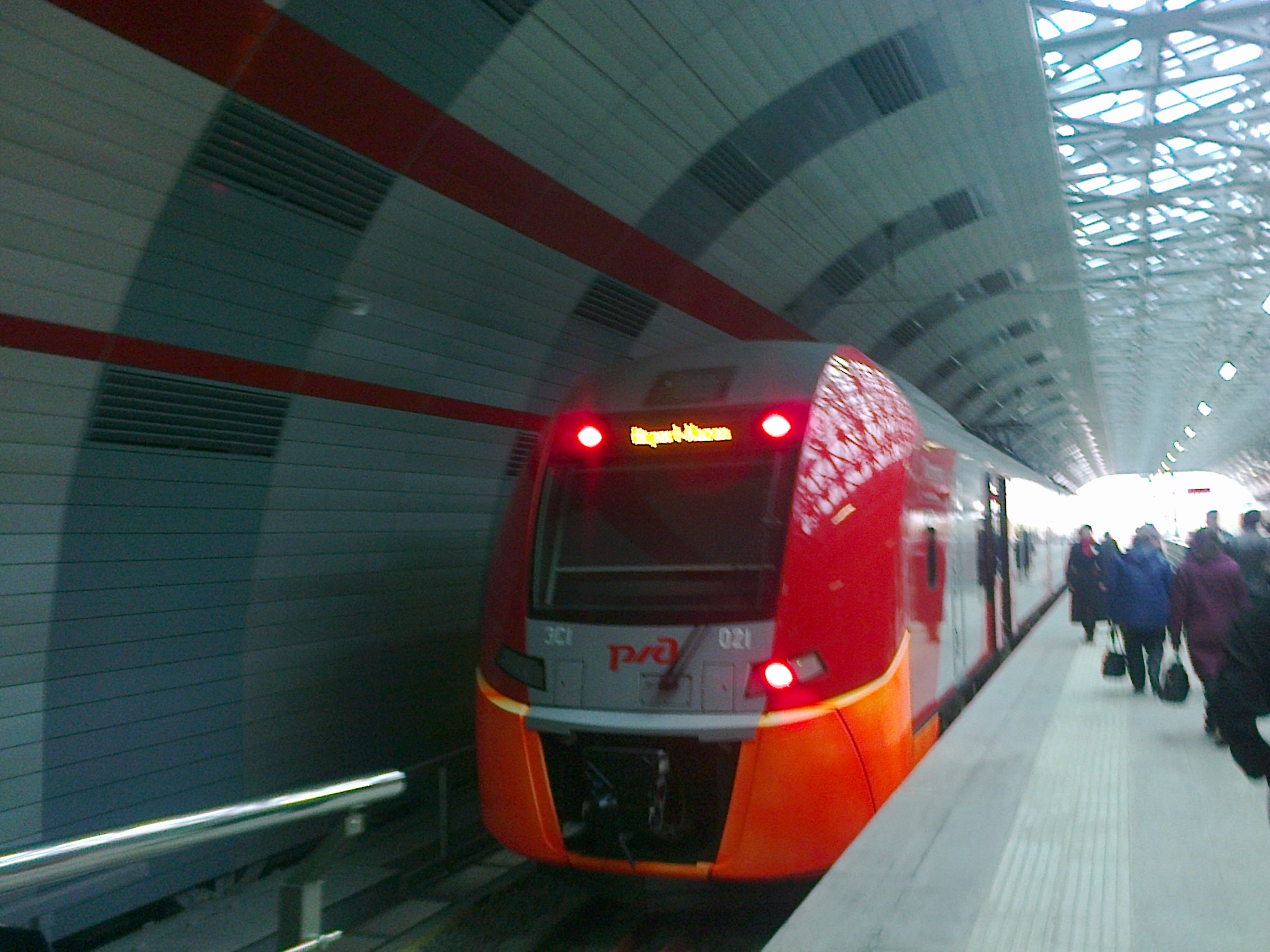
已退役之ES1抵達喀山國際機場（2013年）

## 路线
- 莫斯科
  - 多莫杰多沃机场 - 帕韋列茨站
  - 伏努科沃国际机场 - 基輔站
  - 谢列梅捷沃国际机场 - 白俄羅斯站
- 喀山：喀山国际机场 - 喀山客运站
- 索契：索契国际机场 - 索契站
- 海参崴：海参崴国际机场（克涅維基站） - 阿尔乔姆站 - 乌戈利纳亚站 - 第二条河站 - 海参崴站